# Апекс (Північна Кароліна)
Апекс (англ. Apex) — місто (англ. town) в США, в окрузі Вейк штату Північна Кароліна. Населення — 58 780 осіб (2020). За оцінкою 2012 року, населення Апекс склало 40 420 осіб.

## Географія
Апекс розташований за координатами 35°43′42″ пн. ш. 78°51′45″ зх. д. / 35.72833° пн. ш. 78.86250° зх. д. (35.728241, -78.862489).  За даними Бюро перепису населення США в 2010 році місто мало площу 39,97 км², з яких 39,81 км² — суходіл та 0,16 км² — водойми. В 2017 році площа становила 44,95 км², з яких 44,78 км² — суходіл та 0,17 км² — водойми.
Сусідніми містами є: Ралі на сході, Кері на півночі та північному сході, і Голлі-Спрінгс на півдні.

## Демографія
Згідно з переписом 2010 року, у місті мешкало 37 476 осіб у 13 225 домогосподарствах у складі 9959 родин. Густота населення становила 938 осіб/км².  Було 13922 помешкання (348/км²).
Расовий склад населення:
| - 79,5 % — білих - 7,6 % — чорних або афроамериканців - 7,1 % — азіатів - 0,3 % — корінних американців - 0,1 % — вихідців з тихоокеанських островів - 2,9 % — осіб інших рас |

До двох чи більше рас належало 2,5 %. Частка іспаномовних становила 7,1 % від усіх жителів.
За віковим діапазоном населення розподілялося таким чином: 33,0 % — особи молодші 18 років, 61,3 % — особи у віці 18—64 років, 5,7 % — особи у віці 65 років та старші. Медіана віку мешканця становила 34,3 року. На 100 осіб жіночої статі у місті припадало 94,7 чоловіків;  на 100 жінок у віці від 18 років та старших — 89,0 чоловіків також старших 18 років.
Середній дохід на одне домашнє господарство  становив 107 141 долар США (медіана — 90 654), а середній дохід на одну сім'ю — 116 709 доларів (медіана — 106 886). Медіана доходів становила 80 359 доларів для чоловіків та 49 467 доларів для жінок. За межею бідності перебувало 4,6 % осіб, у тому числі 4,0 % дітей у віці до 18 років та 8,0 % осіб у віці 65 років та старших.
Цивільне працевлаштоване населення становило 21 788 осіб. Основні галузі зайнятості: освіта, охорона здоров'я та соціальна допомога — 24,2 %, науковці, спеціалісти, менеджери — 19,3 %, виробництво — 11,8 %, роздрібна торгівля — 11,3 %.